# Georg Heinrich Klippel
Georg Heinrich Klippel (auch: Georgius Henricus Klippel oder Heinrich Veldeck (Pseudonym); * 8. Mai 1801 in Klein Lengden; † 23. September 1878 in Verden (Aller)) war ein deutscher Lehrer, Konrektor, Philologe, Schriftsteller und Biograph des preußischen Generals Gerhard von Scharnhorst sowie Historiker und Sachbuch-Autor.

## Leben
Geboren noch zur Zeit des Kurfürstentums Hannover in der Ortschaft Klein Lengden als Sohn eines Schulmeisters, studierte Georg Heinrich Klippel nach der sogenannten „Franzosenzeit“ und zu Beginn des Königreichs Hannover in den Jahren von 1819 bis zur Promotion als Dr. phil. 1822 in Göttingen an der Georg-August-Universität.
Anschließend arbeitete Klippel als Lehrer in Göttingen und Ilfeld bei Hildesheim. Nach seiner Hochzeit mit Julie Harmsen war er ab 1833 als Konrektor am Domgymnasium Verden tätig, bis er 1865 pensioniert wurde.
Nach der Annexion des Königreichs Hannover durch Preußen verfasste er das in den Jahren von 1869 bis 1871 im Leipziger Brockhaus Verlag herausgegebene dreibändige biographische Werk Das Leben des Generals von Scharnhorst ...
Georg Heinrich Klippel war ordentliches Mitglied des Historischen Vereins für Niedersachsen sowie der Historisch-Theologischen Gesellschaft zu Leipzig.

## Schriften (Auswahl)
- Dissertatio inauguralis philosophica de summo in Stoicorum ethice morum principio,
- Commentatio exhibens doctrinae stoicorum ethicae atque christianae expositionem et comparationem, Gottingae: Rosenbusch, 1823
- De summo in Stoicorum ethice morum principio, Gottingae, 1823
- Göttingen und seine Umgebungen. Ein Taschenbuch vorzüglich für Studirende und Reisende, herausgegeben in Verbindung mit mehreren Freunden von Heinrich Veldeck, teilweise mit Kupferstichen und einem Stadtplan, mehrbändiges Werk, Göttingen; Rosenbusch,
  - Bd. 1: [1824]: Digitalisat der Bayerischen Staatsbibliothek
- Praktische Aufgaben zur gründlichen Erlernung der lateinischen Grammatik und zum Uebersetzen aus dem deutschen in's lateinische. Ein Hülfsbuch für die untern Klassen gelehrter Schulen und für den Privatgebrauch, mit besonderer Berücksichtigung der kleinen Grammatiken von Bröder Gretsf_ und Zumpt sowie der Krebs'schen Schulgrammatik, Nordhausen, 1828
- Ueber das alexandrinische Museum, drei Bücher. Eine Preisschrift, welcher von der Königl. Preußischen Akademie der Wissenschaften das Accessit ertheilt ist., Göttingen, Vandenhoeck et Ruprecht, 1838; Digitalisat über archive.org
- Geschichte ..., Rezension von Ignaz August Mierzinskys Erinnerungen ..., in: Neue Jenaische Allgemeine Literatur-Zeitung, vierter Jahrgang, Nr. 233 vom 29. September 1845, S. 1ff.: Digitalisat der Thüringer Universitäts- und Landesbibliothek Jena (THULB) im Betrachter der Deutschen Forschungsgemeinschaft
- Historische Forschungen und Darstellungen, mehrbändiges Werk, Bremen: A. D. Geisler, 1843–1845
  - Johann Friedrich Falcke und das Chronicon Corbejense. Eine historisch-kritische Abhandlung (= Historische Forschungen und Darstellungen, Bd. 1), in Frakturschrift, Bremen: A. D. Geisler, 1843; Inhaltsverzeichnis
  - Bd. 2: Lebensbeschreibung des Erzbischofs Ansgar, Bremen; 1845; Digitalisat über archive.org
- Deutsche Lebens- und Charakterbilder aus den drei letzten Jahrhunderten, Bremen: Geisler, 1853
- Mittheilungen aus dem Leben des Bischofs Eberhard von Holle. Ein Beitrag zur Reformations- und Culturgeschichte des XVI. Jahrhunderts, Verden, 1857
- Das Leben des Generals von Scharnhorst. Nach größtentheils bisher unbenutzten Quellen dargestellt, 3 Bde., Leipzig: Brockhaus 1869–1871 (Digitalisat)